# 18903 Matsuura
18903 Matsuura (2000 ND29) là một tiểu hành tinh vành đai chính được phát hiện ngày 10 tháng 7 năm 2000 bởi K. Watanabe ở Sapporo.